# US Open 1995
Die 115. US Open 1995 fanden vom 28. August bis zum 10. September 1995 im USTA Billie Jean King National Tennis Center im Flushing-Meadows-Park in New York statt.
Titelverteidiger im Einzel waren Andre Agassi bei den Herren sowie Arantxa Sánchez Vicario bei den Damen. Im Herrendoppel waren dies Jacco Eltingh und Paul Haarhuis, im Damendoppel Jana Novotná und Arantxa Sánchez Vicario, im Mixed Elna Reinach und Patrick Galbraith.
Sowohl bei den Herren als auch bei den Damen standen die beiden Führenden der Weltrangliste im Finale. Pete Sampras und Andre Agassi standen sich im Herrenfinale gegenüber; Sampras konnte in vier Sätzen gewinnen und damit seinen insgesamt dritten US-Open- und seinen siebten Grand-Slam-Titel feiern.
Bei den Damen traf Steffi Graf auf Monica Seles. Graf setzte sich in drei Sätzen durch und gewann zum vierten Mal die US Open sowie ihren insgesamt 18. Grand-Slam-Titel.
Im Herrendoppel gewannen die Australier Todd Woodbridge und Mark Woodforde das Finale in zwei Sätzen gegen Alex O’Brien und Sandon Stolle.
Im Damendoppel standen sich im Finale die Paarungen Gigi Fernández/Natallja Swerawa und Brenda Schultz-McCarthy/Rennae Stubbs gegenüber. Fernández und Swerewa konnten sich dort ebenfalls in zwei Sätzen durchsetzen.

## Herreneinzel
Sieger:  Pete Sampras
Finalgegner:  Andre Agassi
Endstand: 6:4, 6:3, 4:6, 7:5

### Setzliste
| Nr. | Spieler            | Erreichte Runde |
| --- | ------------------ | --------------- |
| 01. | Andre Agassi       | Finale          |
| 02. | Pete Sampras       | Sieg            |
| 03. | Thomas Muster      | Achtelfinale    |
| 04. | Boris Becker       | Halbfinale      |
| 05. | Michael Chang      | Viertelfinale   |
| 06. | Goran Ivanišević   | 1. Runde        |
| 07. | Jewgeni Kafelnikow | 3. Runde        |
| 08. | Michael Stich      | Achtelfinale    |

| Nr. | Spieler          | Erreichte Runde |
| --- | ---------------- | --------------- |
| 09. | Thomas Enqvist   | 2. Runde        |
| 10. | Wayne Ferreira   | 1. Runde        |
| 11. | Sergi Bruguera   | 2. Runde        |
| 12. | Richard Krajicek | 3. Runde        |
| 13. | Marc Rosset      | Achtelfinale    |
| 14. | Jim Courier      | Halbfinale      |
| 15. | Todd Martin      | Achtelfinale    |
| 16. | Andrij Medwedjew | 2. Runde        |

## Dameneinzel
Siegerin:  Steffi Graf
Finalgegnerin:  Monica Seles
Endstand: 7:66, 0:6, 6:3

### Setzliste
| Nr. | Spielerin               | Erreichte Runde |
| --- | ----------------------- | --------------- |
| 01. | Steffi Graf             | Sieg            |
| 02. | Monica Seles            | Finale          |
| 03. | Arantxa Sánchez Vicario | Achtelfinale    |
| 04. | Conchita Martínez       | Halbfinale      |
| 05. | Jana Novotná            | Viertelfinale   |
| 06. | Mary Pierce             | 3. Runde        |
| 07. | Kimiko Date             | Achtelfinale    |
| 08. | Magdalena Maleewa       | 2. Runde        |

| Nr. | Spielerin               | Erreichte Runde |
| --- | ----------------------- | --------------- |
| 09. | Gabriela Sabatini       | Halbfinale      |
| 10. | Lindsay Davenport       | 2. Runde        |
| 11. | Anke Huber              | Achtelfinale    |
| 12. | Natallja Swerawa        | Achtelfinale    |
| 13. | Iva Majoli              | 1. Runde        |
| 14. | Mary Joe Fernández      | Viertelfinale   |
| 15. | Helena Suková           | 2. Runde        |
| 16. | Brenda Schultz-McCarthy | Viertelfinale   |

## Herrendoppel
Sieger:  Todd Woodbridge &  Mark Woodforde
Finalgegner:  Alex O’Brien &  Sandon Stolle
Endstand: 6:3, 6:3

### Setzliste
| Nr. | Paarung                             | Erreichte Runde |
| --- | ----------------------------------- | --------------- |
| 01. | Jacco Eltingh Paul Haarhuis         | Achtelfinale    |
| 02. | Mark Woodforde Todd Woodbridge      | Sieg            |
| 03. | Jewgeni Kafelnikow Andrei Olchowski | 2. Runde        |
| 04. | Grant Connell Patrick Galbraith     | Halbfinale      |
| 05. | Mark Knowles Daniel Nestor          | Viertelfinale   |
| 06. | Byron Black Jonathan Stark          | Viertelfinale   |
| 07. | Jared Palmer Richey Reneberg        | 1. Runde        |
| 08. | Cyril Suk Daniel Vacek              | 2. Runde        |

| Nr. | Paarung                           | Erreichte Runde |
| --- | --------------------------------- | --------------- |
| 09. | Jim Grabb Patrick McEnroe         | 1. Runde        |
| 10. | Rick Leach Scott Melville         | Viertelfinale   |
| 11. | Luis Lobo Javier Sánchez          | 1. Runde        |
| 12. | Petr Korda Nicklas Kulti          | Achtelfinale    |
| 13. | Trevor Kronemann David Macpherson | 2. Runde        |
| 14. | Lan Bale John-Laffnie de Jager    | 1. Runde        |
| 15. | Alex O’Brien Sandon Stolle        | Finale          |
| 16. | Mark Philippoussis Patrick Rafter | Achtelfinale    |

## Damendoppel
Siegerinnen:  Gigi Fernández &  Natallja Swerawa
Finalgegnerinnen:  Brenda Schultz-McCarthy &  Rennae Stubbs
Endstand: 7:5, 6:3

### Setzliste
| Nr. | Paarung                               | Erreichte Runde |
| --- | ------------------------------------- | --------------- |
| 01. | Jana Novotná Arantxa Sánchez Vicario  | Viertelfinale   |
| 02. | Gigi Fernández Natallja Swerawa       | Sieg            |
| 03. | Meredith McGrath Larisa Neiland       | Achtelfinale    |
| 04. | Lindsay Davenport Lisa Raymond        | Achtelfinale    |
| 05. | Nicole Arendt Manon Bollegraf         | 2. Runde        |
| 06. | Brenda Schultz-McCarthy Rennae Stubbs | Finale          |
| 07. | Conchita Martínez Patricia Tarabini   | Viertelfinale   |
| 08. | Martina Navratilova Gabriela Sabatini | 2. Runde        |

| Nr. | Paarung                              | Erreichte Runde |
| --- | ------------------------------------ | --------------- |
| 09. | Julie Halard Nathalie Tauziat        | Viertelfinale   |
| 10. | Elna Reinach Irina Spîrlea           | Achtelfinale    |
| 11. | Amanda Coetzer Inés Gorrochategui    | 1. Runde        |
| 12. | Katrina Adams Zina Garrison-Jackson  | Achtelfinale    |
| 13. | Martina Hingis Iva Majoli            | Achtelfinale    |
| 14. | Kristie Boogert Nicole Muns-Jagerman | 2. Runde        |
| 15. | Lori McNeil Helena Suková            | Halbfinale      |
| 16. | Nicole Bradtke Linda Wild            | Achtelfinale    |

## Mixed
Sieger:  Meredith McGrath &  Matt Lucena
Finalgegner:  Gigi Fernández &  Cyril Suk
Endstand: 6:4, 6:4

### Setzliste
| Nr. | Paarung                            | Erreichte Runde |
| --- | ---------------------------------- | --------------- |
| 01. | Mark Woodforde Larisa Neiland      | 1. Runde        |
| 02. | Mark Knowles Lisa Raymond          | 1. Runde        |
| 03. | Cyril Suk Gigi Fernández           | Finale          |
| 04. | Rick Leach Brenda Schultz-McCarthy | Viertelfinale   |

| Nr. | Paarung                            | Erreichte Runde |
| --- | ---------------------------------- | --------------- |
| 05. | Patrick Galbraith Elna Reinach     | 1. Runde        |
| 06. | Jonathan Stark Martina Navratilova | Viertelfinale   |
| 07. | Trevor Kronemann Manon Bollegraf   | 1. Runde        |
| 08. | Sandon Stolle Mary Joe Fernández   | Rückzug         |